# Steen Due
Steen Due, född 27 februari 1898 i Köpenhamn, död 26 maj 1974 i Glostrup, var en dansk landhockeyspelare.
Due blev olympisk silvermedaljör i landhockey vid sommarspelen 1920 i Antwerpen.